# Хувентино Бенитез, Бреча 120 кон Километро 89 (Ваље Ермосо)
Хувентино Бенитез, Бреча 120 кон Километро 89 (шп. Juventino Benítez, Brecha 120 con Kilómetro 89) насеље је у Мексику у савезној држави Тамаулипас у општини Ваље Ермосо. Насеље се налази на надморској висини од 12 м.

## Становништво
Према подацима из 2010. године у насељу је живео 1 становник.

### Хронологија
| Година       | 2000         | 2010 |
| ------------ | ------------ | ---- |
| Становништво | 78 (40 / 38) | 1    |

### Попис
| # | Индикатор                     | Вредност |
| - | ----------------------------- | -------- |
| 1 | Укупно домаћинстава           | 1        |
| 2 | Укупно насељених домаћинстава | 1        |
| 3 | Величина локације             | 1        |